# Habeas Corpus
|  | Aquest article tracta sobre el grup de música espanyol. Si cerqueu el concepte jurídic, vegeu «habeas corpus». |

Habeas Corpus va ser un grup musical de hardcore punk i rapcore fundat a Madrid l'any 1993. El grup principalment mostra en les seves lletres missatges crítics davant el sistema capitalista i el rebuig del feixisme.

## Història
Habeas Corpus va debutar amb Sociedad mecanizada, un treball netament hardcore. Després d'uns anys d'aturada, van tornar amb el seu segon àlbum titulat simplement N.N.. A poc a poc, el grup es va anar fent un nom a l'Estat espanyol i a l'estranger. El 1999 editen el tercer disc, A las cosas por su nombre, en què es pot observar un esforç per la innovació mitjançant la introducció d'elements de rap i metal en les seves cançons, i que conté cançons conegudes com ara «Basta ya» o la cançó homònima del disc: «A las cosas por su nombre».
El 2001 va sortir a la venda Otra vuelta de tuerca, més salvatge i proper al metal que els treballs anteriors. S'hi troben cançons com «En el punto de mira« i «Desde que el mundo es mundo», aquesta última amb la col·laboració de Juan de Soziedad Alkoholika a les veus. El 2002 van editar un EP titulat HC i el 2004 van publicar Armamente, disc en el qual les influències metàl·liques són més importants que mai, malgrat que conserva les arrels raperes en alguna peça com ara «Miedo a despertar». A més, la primera cançó del CD és un emotiu minut de silenci en homenatge a les víctimes dels atemptats de l'11 de març del 2004 a Madrid.
El 2005 va sortir al mercat Subversiones, un EP de versions de clàssics del punk basc com ara RIP, La Polla Records, Barricada, Cicatriz i Vómito. El 2006 editen Basado en una historia real, endinsant-se de ple en el metalcore, amb les col·laboracions de Gorka Urbizu (cantant dels navarresos Berri Txarrak) a la peça «Por una vez» i de Pirri (del grup asturià Escuela de Odio), que canta en un altre parell de temes.
El 31 de març del 2008 van publicar el disc Justicia. Els tretze temes del disc es van distribuir tant en format CD com en format LP. En el moment de la gravació, la formació s'havia reduït a quatre integrants, la qual cosa va repercutir en un so més metàl·lic que en els treballs anteriors. Les veus del vocalista, M.A.R.S., sonen en aquest disc molt més greus i agressives, igual que a l'anterior disc.
El 2009 el grup va llançar un LP anomenat Rarezas. S'hi recullen cançons inèdites, remescles o versions de grups com Sick of It All, Motörhead i Agnostic Front. El treball va ser editat pel segell Lengua Armada, propietat de l'ex-guitarrista Nano.
L'any 2010 van publicar A dolor juntament amb el grup de hardcore asturià Escuela de Odio, en el qual cada grup interpreta tres temes representatius dins de la carrera de l'altre grup, a més de dues versions, una de Motörhead («A dolor») i una d'Agnostic Front («A mi familia»), que interpreten conjuntament. Aquest treball només va ser publicat en format vinil.
A mitjan mes de novembre del 2010, van entrar a l'estudi per a gravar el vuitè treball d'estudi, amb el nom O todo o nada, i que va ser publicat pel segell Maldito Records a la darreria del gener del 2011. Aquest treball va suposar un gran canvi a la carrera del grup, tant en el vessant musical com en el vocal, amb un so més proper al punk rock i al hardcore melòdic que no pas al metalcore que havia predominat als últims discos, però sense oblidar mai els sons que els havien caracteritzat. Aquest disc —del qual existeix una edició en vinil editada pel segell madrileny Potencial Hardcore— té col·laboracions dels integrants del grup Víktimas del Jaus als cors.
Durant l'any 2011 Habeas Corpus va contribuir a la BSO del documental Ojos que no ven amb el tema central, una cançó inèdita titulada «Y después de la sangre, ¿qué?».
Finalment, l'any 2016, la banda va anunciar el seu punt final, realitzant abans una extensa gira de comiat. Un cop finalitzada aquesta gira, Habeas Corpus va decidir treure un nou EP amb seu grup paral·lel Riot Propaganda, titulat Agenda oculta. Realitzant també una gira que va servir com a segon comiat, ja que en finalitzar el 2018, també va finalitzar aquest projecte.

## Àlbums
| Any  | Títol                               | Discogràfica                                           | Format    | Observacions |
| ---- | ----------------------------------- | ------------------------------------------------------ | --------- | --- |
| 1994 | Sociedad Mecanizada                 | Potencial Hardcore                                     | CD        | El 2002 va ser reeditat per Lengua Armada. |
| 1998 | N.N.                                | Mil A Gritos Records                                   | CD        | |
| 2000 | A las cosas por su nombre           | Desobediencia Records                                  | CD        | |
| 2002 | Otra vuelta de tuerca               | Desobediencia Records                                  | CD        | |
| 2003 | HC                                  | Propaganda pel fet!                                    | EP        | |
| 2004 | Armamente                           | Propaganda pel fet!                                    | CD        | Inclou un DVD amb cançons enregistrades al concert d'Alegia, com també un documental i material audiovisual sobre la banda.                                   |
| 2005 | Subversiones                        | Zero Records                                           | EP        | Tots els temes són versions de cançons de Vómito, RIP, Cicatriz, Barricada i La Polla Records El disc inclou un vídeo de cada cançó tocada al local d'assaig. |
| 2006 | Basado en una historia real         | K Industria                                            | CD        | |
| 2008 | Justicia                            | Maldito Records                                        | CD/LP     | Karnus Records va publicar una versió del disc en format vinil.                                                                                               |
| 2009 | Rarezas                             | Lengua armada                                          | CD        | El disc està format per versions, remescles i cançons inèdites de la trajectòria del grup.                                                                    |
| 2010 | A dolor                             | Carnús Records, Threepoint Records, Potencial Hardcore | LP        | Només disponible en format vinil. |
| 2011 | O todo, o nada                      | Maldito Records                                        | CD        | |
| 2013 | Riot Propaganda                     | Bola 9                                                 | MP3/CD/LP | Editat juntament amb Los Chikos del Maíz. |
| 2013 | 20 años de rabia. 20 años de sueños | Potencial Hardcore                                     | CD/LP     | Disc commemoratiu del vintè aniversari de la banda. Conté quinze cançons significatives de la trajectòria del grup, tornades a enregistrar per a l'ocasió.    |
| 2014 | A este lado de la crisis            | Potencial Hardcore                                     | CD/LP     | |